# Tsjechische keuken

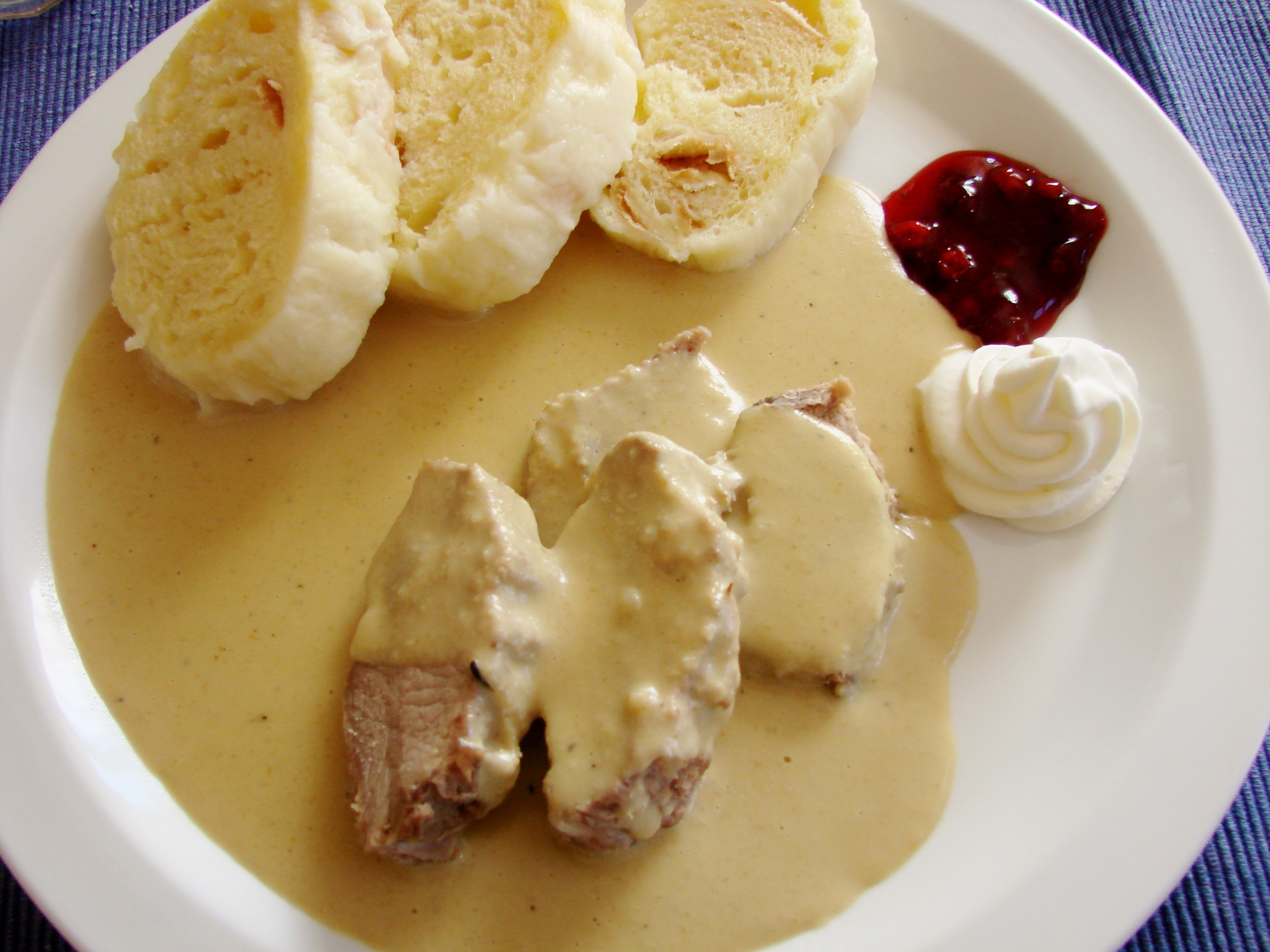
Svíčková na smetaně geserveerd met knoedels, slagroom en veenbessen

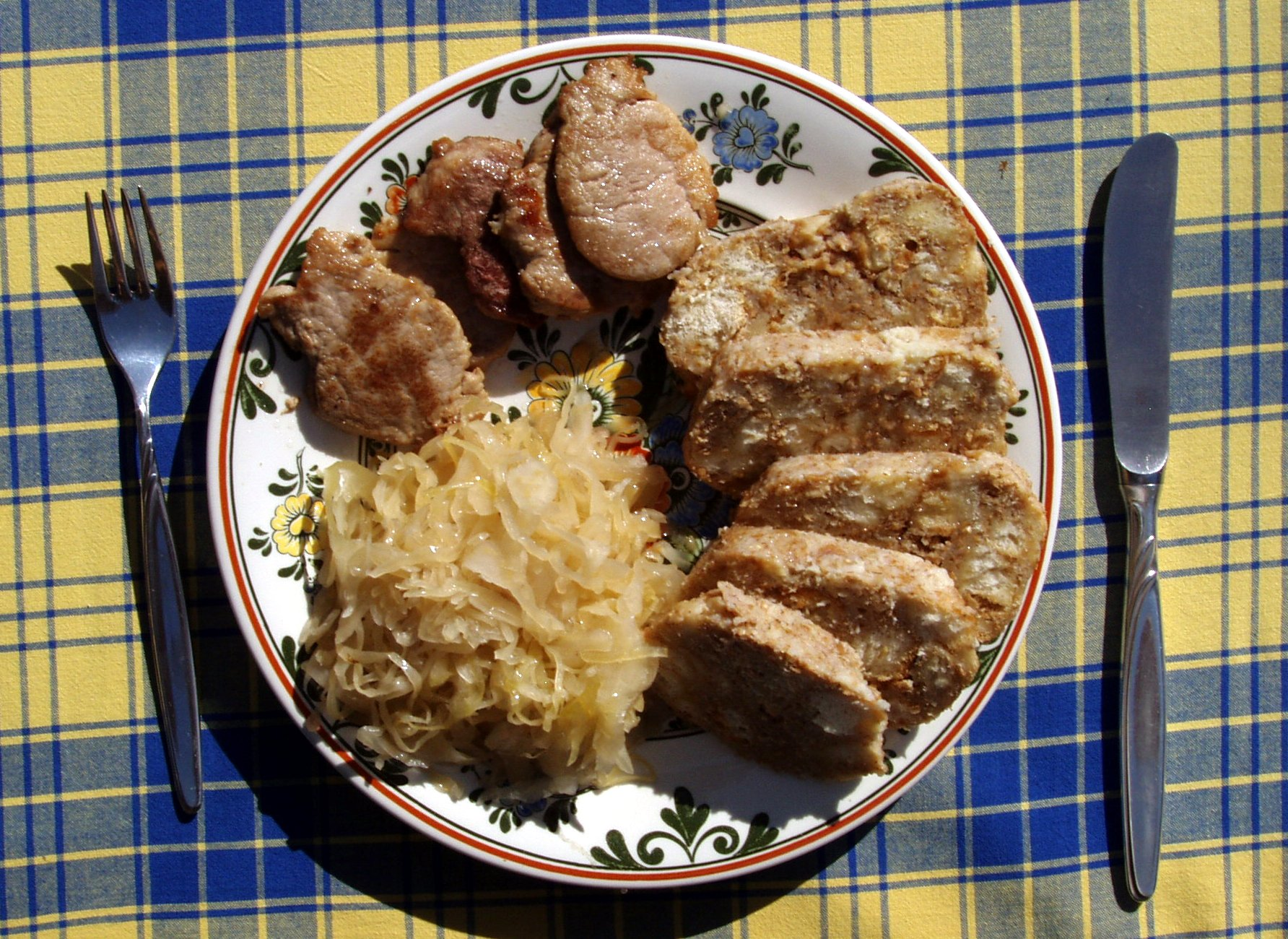
Vepřo-knedlo-zelo; Geroosterd varkensvlees met knoedels en zuurkool

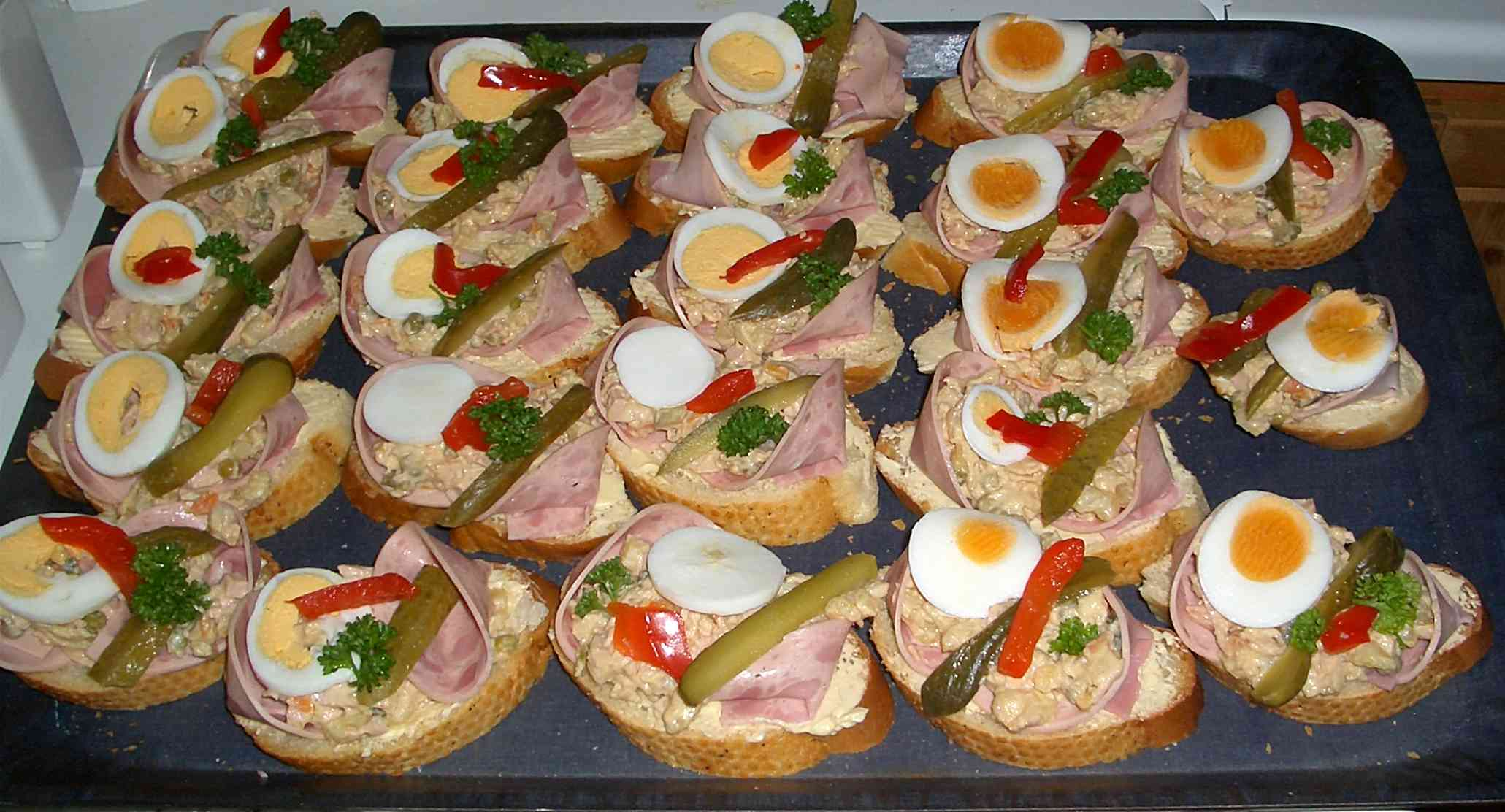
Obložené chlebíčky, een soort snack of hors-d'oeuvre

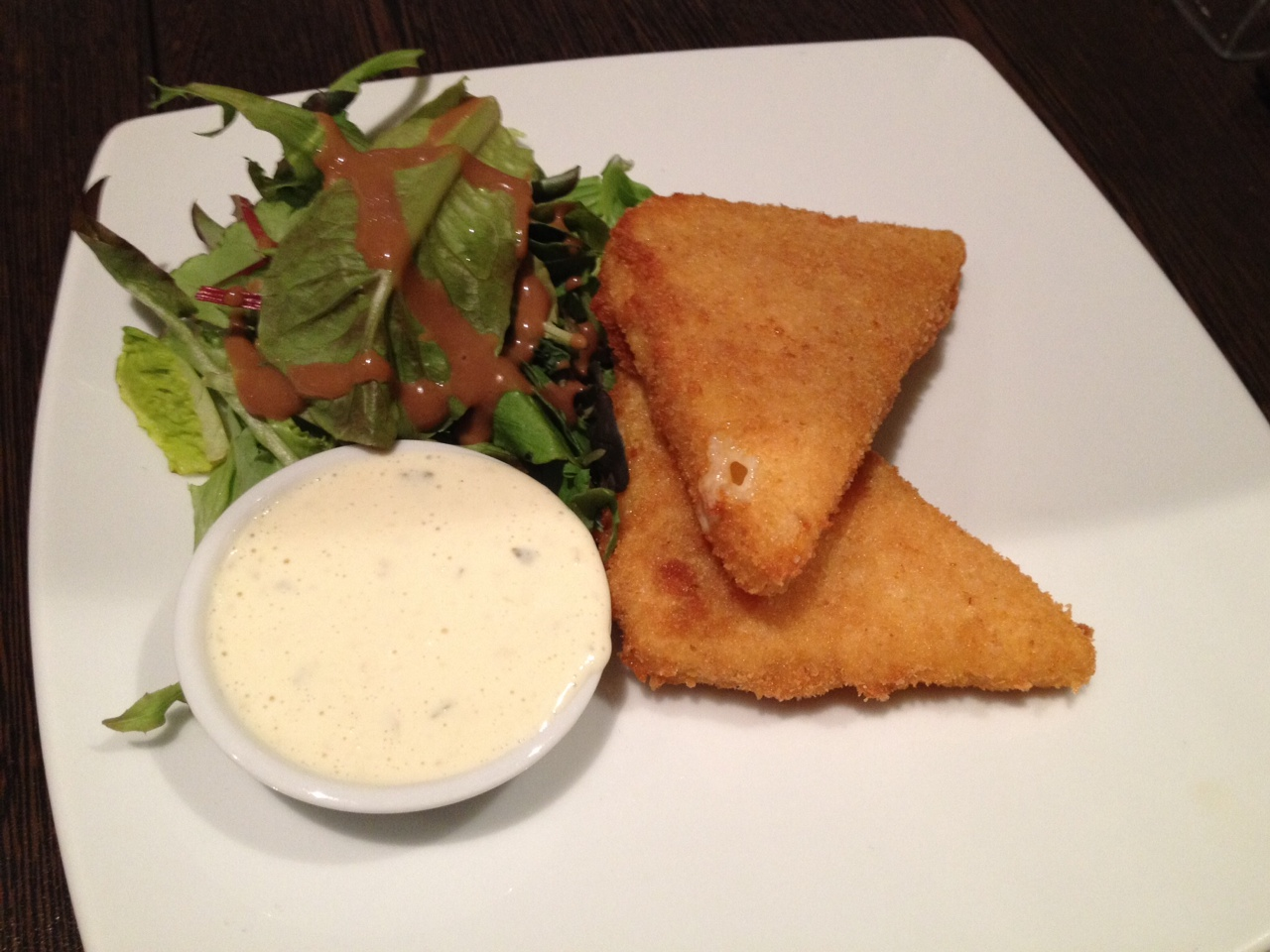
Gefrituurde kaas (Smažák) geserveerd met tartaarsaus en salade

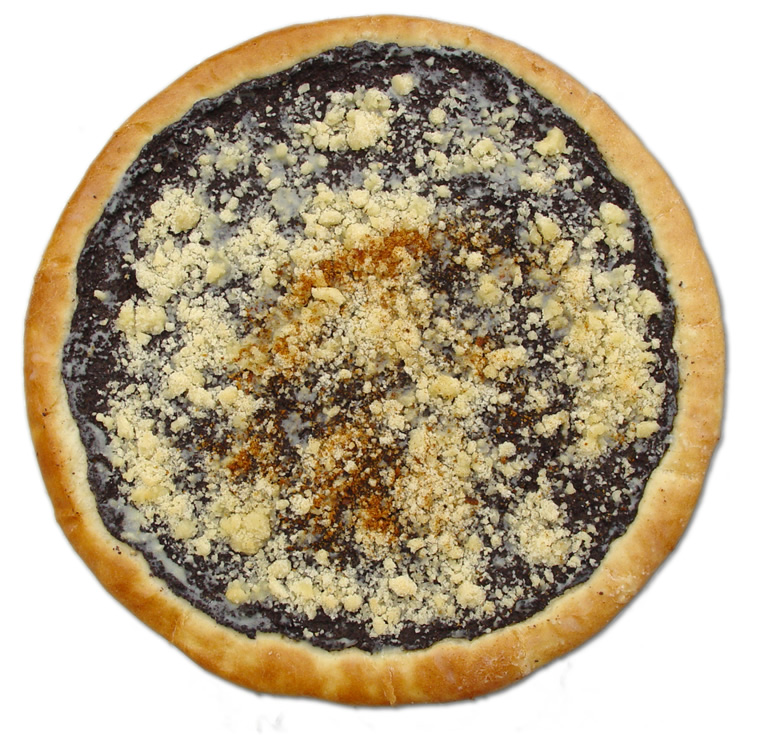
Een grote koláč (fruittaart), genaamd frgál, gebakken in de regio Moravisch Walachije

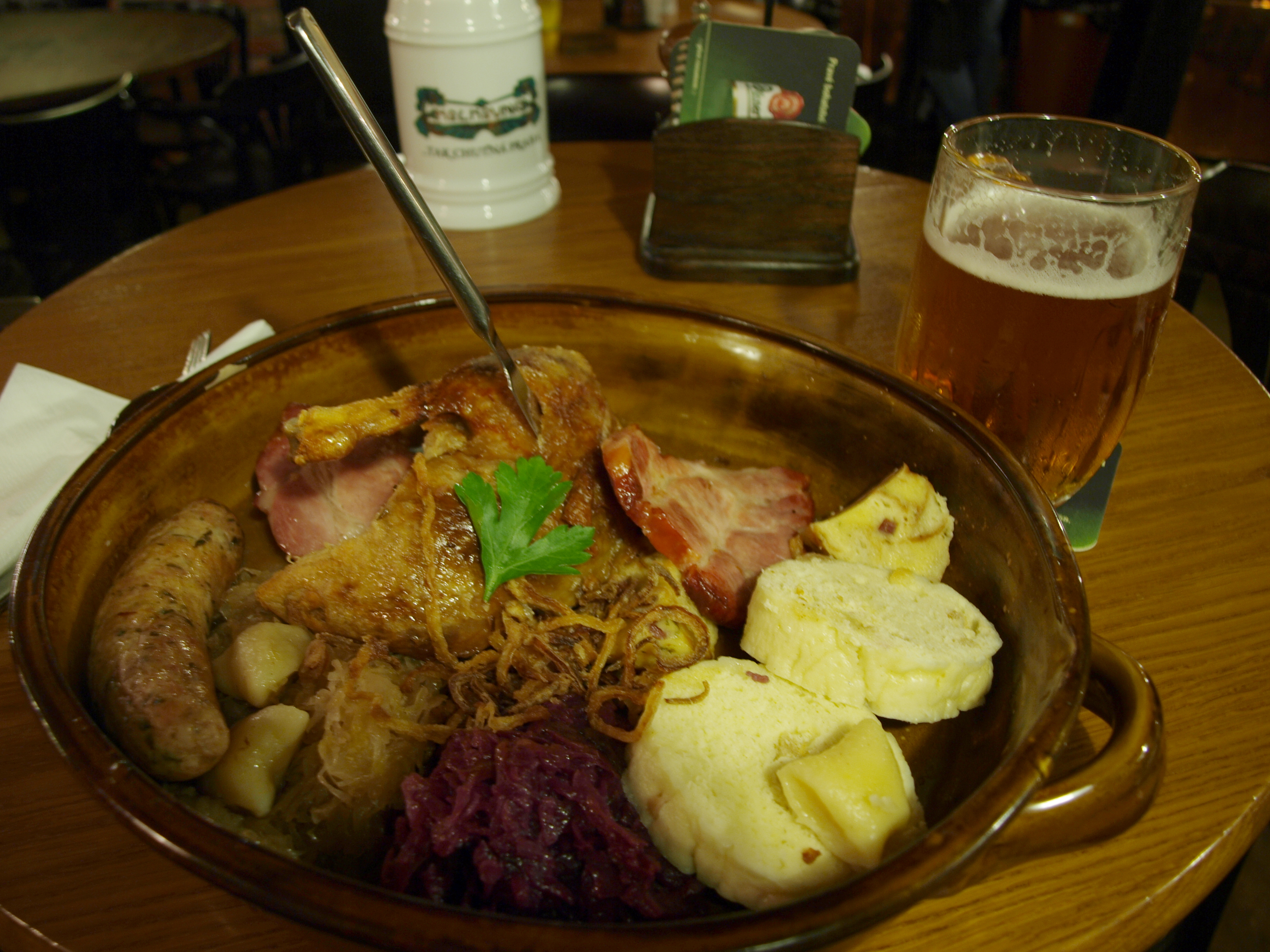
Een selectie van traditioneel Boheemse gerechten geserveerd in Praag, met geroosterde eend, geroosterd varkensvlees, bierworst, gerookt vlees, witte- en rodekool, brood, spek en aardappelknoedels

De Tsjechische keuken (Tsjechisch: česká kuchyně) omvat de eet- en drinkgewoonten van het Midden-Europese land Tsjechië. De Tsjechische keuken heeft enerzijds de culinaire gebruiken van omliggende landen beïnvloed, maar is zelf beïnvloed door de naburige nationale keukens. Veel van de soorten taart en gebak die in Midden-Europa populair zijn stammen uit Tsjechië. De hedendaagse Tsjechische keuken is meer gebaseerd op vlees dan in vroeger tijden, wat verband houdt met de opkomst van de intensieve veehouderij. Van oudsher was het gebruikelijk slechts eenmaal per week vlees te nuttigen, meestal in het weekeinde. Een typische Tsjechische maaltijd bestaat uit twee of meer gangen. Traditioneel is de eerste gang soep, de tweede gang is het hoofdgerecht, terwijl de derde gang bestaat uit een nagerecht of compote (kompot). In de Tsjechische keuken zijn stevige soepen en vele soorten sauzen populaire gerechten. Deze zijn gebaseerd op ofwel gestoofde of gekookte groente en vlees (vaak met room), ofwel op gebakken vlees met natuurlijke sauzen (jus).
In Duitstalige gebieden wordt de Tsjechische keuken vaak de Boheemse keuken genoemd (Böhmische Küche), hoewel Bohemen de benaming is voor slechts een deel van de Tsjechische Republiek.

## Bijgerechten
Een vast onderdeel van de Tsjechische keuken zijn knoedels (knedlíky). Dit zijn deegballen die worden gestoomd en in plakken gesneden, om opgediend te worden als bijgerecht. Knoedels kunnen uit tarwe of uit aardappels bereid worden, terwijl er soms wordt gekozen voor een combinatie van tarwebloem en blokjes oudbakken brood. Gepofte rijst is verkrijgbaar in kant-en-klaar knoedeldeeg in supermarkten. Kleinere Tsjechische knoedels zijn veelal bereid uit aardappels. Wanneer knoedels worden geserveerd als kliekje, worden deze soms in de koekenpan gebakken met eieren. Tsjechische aardappelknoedels zijn vaak gevuld met gerookt vlees en opgediend met spinazie of zuurkool. Gebakken ui en gestoofde kool kan ook onderdeel uitmaken van een bijgerecht.
De Tsjechische keuken kent vele andere bijgerechten, waaronder noedels (nudle) en gekookte of risotto-rijst (rýže of rizoto) wat soms wordt geserveerd in de vorm van rijstebrij (rýžový nákyp). Aardappels kookt men met zout, doorgaans met karwijzaad en boter, varkensvet of olie. Geschilde en gekookte aardappels worden gemengd tot aardappelpuree (bramborová kaše). Nieuwe aardappels worden weleens gekookt in de schil, vanaf de oogsttijd tot nieuwjaar. Door buitenlandse invloed worden aardappels ook gefrituurd, dus friet en aardappelkroketten zijn algemeen verbreid in Tsjechische restaurants. Andere traditionele Tsjechische aardappelgerechten zijn aardappelsalade (bramborový salát), traditioneel gegeten met karper tijdens kerst, en aardappelpannenkoekjes (bramborák).
Boekweit (pohanka), gort (kroupy) en gierst (jáhly) worden zelden in Tsjechische horecagelegenheden geserveerd. Dit zijn veeleer gezondere, thuisgekookte opties voor bijgerechten. Pasta (těstoviny) is wijdverbreid, hetzij gebakken of gekookt met andere ingrediënten, hetzij geserveerd als een salade. Pasta is in Tsjechië beschikbaar in verscheidene vormen en smaken.

## Brood en banket
Brood (chléb of chleba) wordt traditioneel gebakken van zuurdesem van rogge en tarwe, en wordt op smaak gebracht met zout, karwijzaad, ui, knoflook, zaden of zwoerd. Het wordt gegeten als garnituur bij soepen en maaltijden. Ook is brood het materiaal voor Tsjechische croutons en voor topinky, plakken brood aan beide zijden gebakken in een pan en ingewreven met knoflook. Langwerpige broodjes (rohlik), bolletjes (žemle) en gevlochten broodjes (houska) zijn de meest voorkomende broodsoorten die bij het ontbijt gegeten worden. Veeltijds zijn deze broodjes voorzien van blauwmaanzaad en zout.

## Soepen
Soep (polévka, informeel polívka) speelt een belangrijke rol in de Tsjechische keuken. Soep die in veel restaurants op het menu staat is rund-, kip- of groentebouillon met noedels, optioneel geserveerd met lever- of nootmuskaatknoedels; knoflooksoep (česnečka) met croutons, optioneel geserveerd met gekruide worst, rauw ei of kaas; en koolsoep (zelňačka) gemaakt van zuurkool, soms opgediend met gekruide worst. 
Erwten- (hrachovka), bonen- (fazolová) en linzensoep (čočková polévka) worden door veel Tsjechen thuis bereid. Goulashsoep (gulášovka) en dršťková worden gemaakt van rund- of varkenspens (dršťky) die in kleine stukken wordt gesneden en gekookt met andere ingrediënten. Het vlees kan vervangen worden door de gewone oesterzwam. Aardappelsoep (bramboračka) wordt bereid uit aardappels, ui, wortel, wortelpeterselie en knolselderij, gekruid met karwijzaad, knoflook en marjoraan. Vissoep (rybí polévka) bereid uit karper is een traditioneel kerstgerecht.
Andere veelvoorkomende Tsjechische soepen zijn champignon- of paddenstoelensoep (houbová polévka), tomatensoep (rajská polévka), groentesoep (zeleninová polévka), uiensoep (cibulačka) en broodsoep (chlebová polévka). Kulajda is een traditioneel Zuid-Boheemse soep die water, room, kruiden, champignons, ei (vaak kwartelei), dille en aardappels. Kulajda is kenmerkend vanwege de dikte, witte kleur en onderscheidende smaak. Het hoofdbestanddeel zijn champignons, wat de smaak bepaalt van deze soep. Kyselo is een regionaal bekende soep gemaakt van roggezuurdesem, champignons, karwij en gebakken ui.

## Vleesgerechten
Traditionele Tsjechische gerechten worden bereid uit dieren, vogels of vis afkomstig uit de nabije omgeving. Varkensvlees is de meest gebruikte vleessoort, die goed is voor meer dan de helft van de vleesconsumptie. Rund-, kalfs- en kippenvlees zijn ook populair. Varkensvlees is in het bijzonder een veelvoorkomend bestanddeel in maaltijden op het platteland, omdat varkensvlees een betrekkelijk korte productietijd heeft vergeleken met rundvlees.
Geroosterd varkensvlees met kool en knoedels (pečené vepřové s knedlíky a se zelím, informeel vepřo-knedlo-zelo) wordt veelal beschouwd als het meest typisch Tsjechische gerecht. Ook de schnitzel is een wijdverbreid vleesgerecht in de Tsjechische keuken.

## Drank

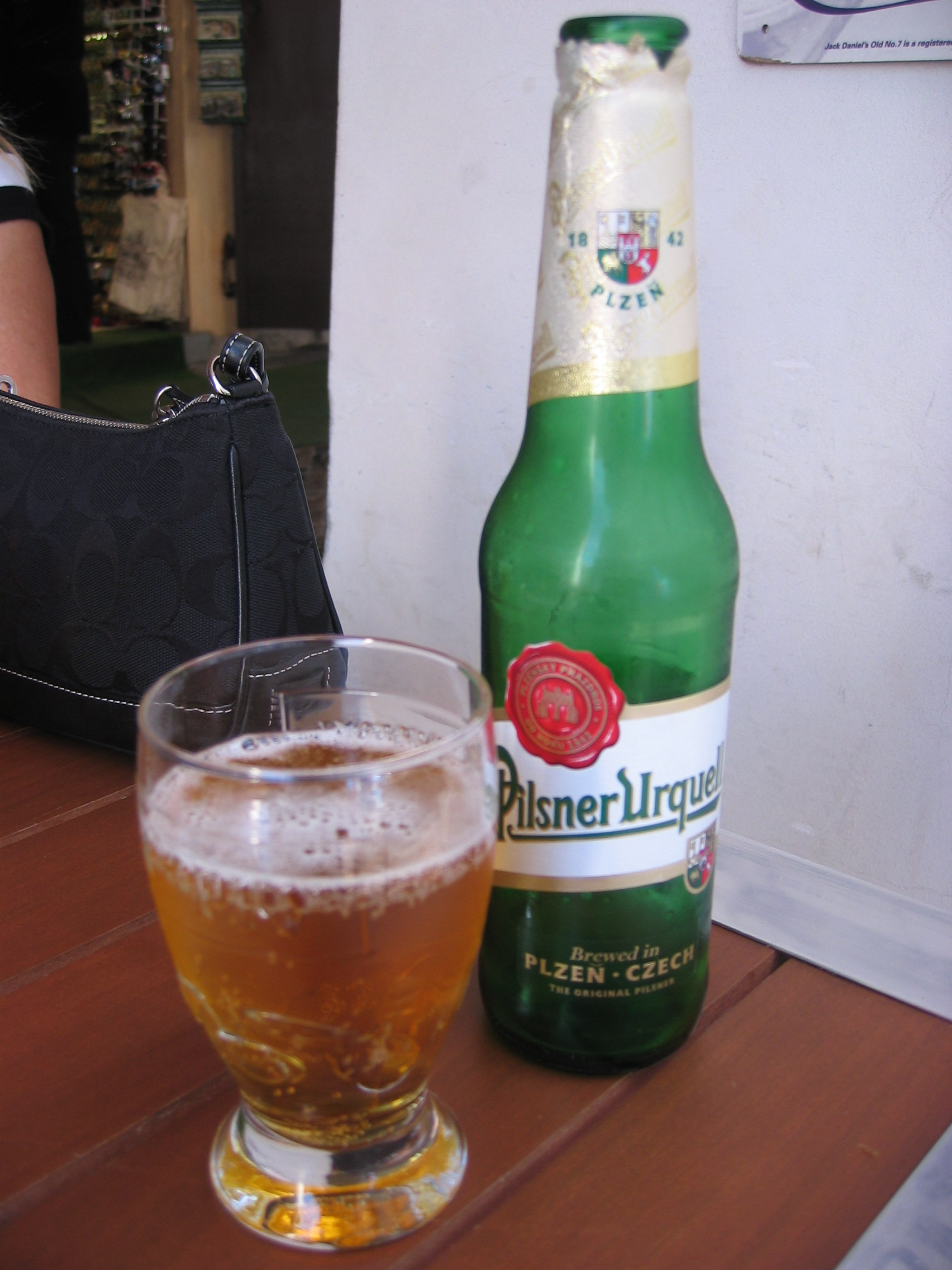
Pilsner Urquell geserveerd in Praag

Behalve bier wordt er in Tsjechië wijn geproduceerd en twee unieke likeuren, te weten Fernet Stock en Becherovka. Tsjechische slivovitsj en andere pálenka (sterkedrank gedestilleerd uit fruit) zijn eveneens populair. Tuzemák, traditioneel vermarkt als ‘Tsjechische rum’, wordt gemaakt van aardappels of suikerbieten. Een populaire mixdrank van Becherovka en tonic is bekend onder het porte-manteauwoord Beton, dat dezelfde betekenis heeft als in het Nederlands. Daarnaast kent de Tsjechische keuken de mixdrank van Fernet Stock gemengd met tonic, genaamd Bavorák of Bavorské pivo (letterlijke ‘Beiers bier’).
Kofola is een niet-alcoholische Tsjechische frisdrank die enigszins vergelijkbaar is met de smaak van Coca-Cola, maar minder zoet. Kofola werd uitgevonden in het communistische Tsjechoslowakije als vervanger voor de niet-verkrijgbare Coca-Cola, maar werd dusdanig populair dat de productie na het einde van het communistische tijdperk nog steeds plaatsvindt.
Soevereine staten: Albanië · Andorra · België · Bosnië en Herzegovina · Verenigd Koninkrijk (Engeland - Schotland) · Bulgarije · Denemarken · Duitsland · Estland · Finland · Frankrijk · Griekenland · Hongarije · IJsland · Ierland · Italië · Kosovo · Kroatië · Letland · Liechtenstein · Litouwen · Luxemburg · Malta · Moldavië · Monaco · Montenegro · Nederland · Noord-Macedonië · Noorwegen · Oekraïne · Oostenrijk · Polen · Portugal · Roemenië · Rusland · San Marino · Servië · Slovenië · Slowakije · Spanje · Tsjechië · Vaticaanstad · Wit-Rusland · Zweden · Zwitserland 

Afhankelijke territoria: Åland · Faeröer · Gibraltar · Guernsey · Jersey · Man · Spitsbergen